# 北鷲田 (幸田町)
北鷲田（きたわしだ）は愛知県額田郡幸田町の大字。現在は廃止され、相見の小字となっている。廃止以前の郵便番号は444-0112。

## 地理
面積的にはかなり狭く、北から東にかけて高力、南から西にかけ菱池の2つの大字に挟まれるように立地している。丁番は持たず、2つの大字がある。

### 小字
- 字東山（ひがしやま）
- 字山屋敷（やまやしき）

## 歴史
額田郡北鷲田村を前身とする。

## 施設
- 愛知県立幸田高等学校の一部

## 参考資料
- 『角川日本地名大辞典 23 愛知県』、角川書店、1989年。
- 『日本歴史地名大系 23 愛知県の地名』、平凡社、1981年。